# Ferdinand Lot
Ferdinand Lot (ur. 1866, zm. 1952) – francuski historyk mediewista.
Profesor École pratique des hautes études (od 1900) i Sorbony (1903-1936) w Paryżu. Zajmował się okresem wczesnego średniowiecza europejskiego. 

## Wybrane publikacje
- La Fin du monde antique et le début du Moyen Âge (1927)
- Les Invasions barbares (1937)
- L'art militaire et les armées au Moyen Âge en Europe et dans le Proche Orient (tomy 1-2, 1946)
- L'Origine du monde (1950).